# Вулька-Антопільська
Ву́лька-Анто́пільська (біл. Вулька Антопальская) — зупинний пункт Берестейського відділення Білоруської залізниці в Дорогичинському районі Берестейської області. Знаходиться в селі Вулька.